# 行啓通停留場
行啓通停留場（ぎょうけいどおりていりゅうじょう）は、北海道札幌市中央区にある札幌市交通事業振興公社（札幌市電）山鼻線の停留場である。停留場番号はSC18。山鼻線の通る西7丁目通と米里行啓通との交差点（南14条西6丁目）にある。

## 歴史
- 1923年（大正12年）8月25日 札幌電気軌道山鼻線の南の終点停留場として「行啓道路」の名称で開業。
- 1925年（大正14年）7月 山鼻線が南に延伸される。
- 1927年（昭和2年）12月 電車が市営化される。
- 1942年（昭和17年）4月1日 「行啓道路護国神社前」に改称。
- 1948年（昭和23年）8月23日 「行啓道路彰徳神社前」に改称。
- 1949年（昭和24年）
  - 6月20日 「中島球場通彰徳神社前」に改称。
  - 9月14日 「行啓道路彰徳神社前」に再改称。
- 1950年（昭和25年）3月24日 「行啓通」に改称。
- 2015年（平成27年）4月1日 停留場番号を設定[2]。

## 停留場構造
2面2線の対向式。交差点を挟んで南側に内回り（中島公園通方面）、北側に外回り（静修学園前方面）の乗り場があり、安全地帯が設けられている。安全地帯にはロードヒーティングが施され、上屋が設置されている。

## 停留場周辺
- 南警察署行啓通交番
- 札幌南十四条郵便局
- 北海道銀行行啓通支店
- 中島公園
- 札幌護国神社
- ストロベリーコーンズ 行啓通店
- 常口アトム 行啓通店
- 東光ストア 行啓通店
- 弁当のはちわか本店

## 隣の停留場
札幌市交通局
山鼻線
静修学園前停留場 (SC17) - 行啓通停留場 (SC18) - 中島公園通停留場 (SC19)